# XB-30 (航空機)
XB-30とは、アメリカ合衆国の航空機メーカーであったロッキードが、アメリカ陸軍航空隊から発注を受けて開発していた超大型爆撃機。ボーイングB-29やコンベアのB-32と同じく、超長距離爆撃機計画(Very long range)によって開発されていたものであるが、計画のみで実機は完成していない。

## 概要
1938年ごろ、アメリカ陸軍は欧州および太平洋において戦争の可能性があるとして、来るべき戦いのための次期大型爆撃機の必要を認識していた。1939年の委員会報告は新型長距離重爆撃機の開発を答申し、アメリカ国内のメーカーに対し超長距離爆撃機案を検討するように要請した。承認は12月2日に与えられた。
1940年1月29日に陸軍は各社に提案を求め、1940年4月8日にロッキードのB-30のほか、B-29、B-31、B-32が開発されることとなった。開発の本命はB-29であり、B-30はバックアップの計画であった。
XB-30は設計案から先にほとんど進行せず、スケールモデルだけが造られた。B-29やB-32の開発が進んだこともあり、爆撃機としての開発は間もなく中止された。機体は4発エンジンであり、背の低い3枚の垂直尾翼を有するものである。この設計案はロッキード コンステレーション（軍用制式名：C-69）輸送機の基礎設計になった。

## 設計目標スペック
- 全長： 31.91 m
- 全幅： 37.50 m
- 全高： 7.25 m
- 翼面積： 153 m2
- 空虚重量： 23,462kg
- 全備重量： 39,020kg
- エンジン：P&W R-3350-13 空冷レシプロ 2200hp×4
- 最大速度： 615km/h
- 実用上限高度：5,440m
- 航続距離： 8,583km
- 武装
  - 爆弾1,497kg
  - 20mmキャノン砲×1
  - 12.70mm機銃×10
- 乗員 12名